# Giorgio Puia
Giorgio Puia (* 8. März 1938 in Görz) ist ein ehemaliger italienischer Fußballspieler und späterer -trainer. Als Aktiver lange Zeit für die AC Turin unter Vertrag und weiter Teilnehmer an der Fußball-Weltmeisterschaft 1970 in Mexiko, waren ihm als Trainer kaum nennenswerte Erfolge vergönnt.

## Karriere

### Vereinskarriere
Giorgio Puia wurde 1938 in Görz, einer Stadt im nordöstlichsten Italien, geboren und begann beim dortigen Verein Pro Gorizia mit dem Fußballspielen. Von hier aus transferierten ihn die Verantwortlichen der US Triestina im Sommer 1958 nach Triest, wo Puia in der Folge zwei Jahre lang spielte. Mit der US Triestina erlebte der junge defensive Mittelfeldspieler gleich in seiner ersten Profispielzeit Erstligafußball, stieg aber mit der als Aufsteiger gestarteten Triester Mannschaft als Vorletzter der Serie A 1958/59 in die Serie B ab, wo er noch eine Spielzeit für Triestina als Stopper agierte, dann aber den Verein wechselte.
Ab 1960 stand Giorgio Puia bei Lanerossi Vicenza unter Vertrag, damals beständiger Erstligist. In drei Jahren in Vicenza sprangen in allen Fällen Platzierungen im Mittelfeld der Serie A heraus, hervorzuheben ist am ehesten ein siebter Rang in der Saison 1962/63. Insgesamt absolvierte Giorgio Puia 81 Spiele für Lanerossi Vicenza und erzielte dabei neunzehn Tore.
Von 1963 bis 1972 spielte Giorgio Puia dann schließlich noch neun Jahre für die AC Turin in Italiens Eliteliga Fußball. Mit Torino gelang zweimal der Erfolg in der Coppa Italia, dem italienischen Fußballpokal. Erstmals erfolgreich war man hierbei Coppa Italia 1967/68, als man sich den Titel holte, indem in einer Finalrunde der erste Platz mit zwei Zählern Vorsprung auf die AC Mailand belegt wurde. Während im Ligabetrieb zwar beständig Platzierungen im oberen Mittelfeld, aber nie eine ernsthafte Annäherung an die Tabellenspitze, gelangen, zeigte man sich im Pokalwettbewerb noch ein zweites Mal siegreich, und zwar in der Saison 1970/71. Hier setzte sich das Team um Spieler wie Luciano Castellini, Giorgio Ferrini oder Claudio Sala mit 5:3 nach Elfmeterschießen gegen die AC Mailand durch und konnte die Coppa Italia zum vierten Mal für die AC Turin gewinnen. Zu diesem Zeitpunkt befand sich die Laufbahn von Giorgio Puia schon in ihrer Endphase, ein Jahr später verkündete er sein Karriereende im Alter von 34 Jahren. Zuvor war er in neun Jahren bei 250 Ligaspielen für die AC Turin aufgelaufen und hatte dabei zehn Tore erzielt.
Nach dem Ende seiner aktiven Laufbahn als Fußballspieler wurde Giorgio Puia Trainer, wenngleich er in dieser Funktion nur kurzzeitig und im tiefen Amateurbereich arbeitete. So coachte er jeweils nur paar Monate lang die Mannschaften von ASD Calcio Ivrea, der AS Biellese sowie der US Latina. 1984 hatte er in Latina seine letzte Trainerstation.

### Nationalmannschaft
Zwischen 1962 und 1970 brachte es Giorgio Puia auf insgesamt sieben Einsätze in der italienischen Fußballnationalmannschaft. Ein Torerfolg gelang ihm hierbei nicht. Von Nationalcoach Ferruccio Valcareggi wurde er ins Aufgebot der Italiener für die Fußball-Weltmeisterschaft 1970 in Mexiko berufen, wurde aber im Verlauf des Turniers nicht eingesetzt. Die italienische Mannschaft indes erreichte bei dieser Weltmeisterschaft das Endspiel, nachdem im Halbfinale Deutschland im berühmten Jahrhundertspiel besiegt wurde. Im Finale unterlag man dann allerdings Brasilien.

## Erfolge
- Italienischer Pokalsieg: 2×

1967/68 und 1970/71 mit der AC Turin